# A. J. 라모스

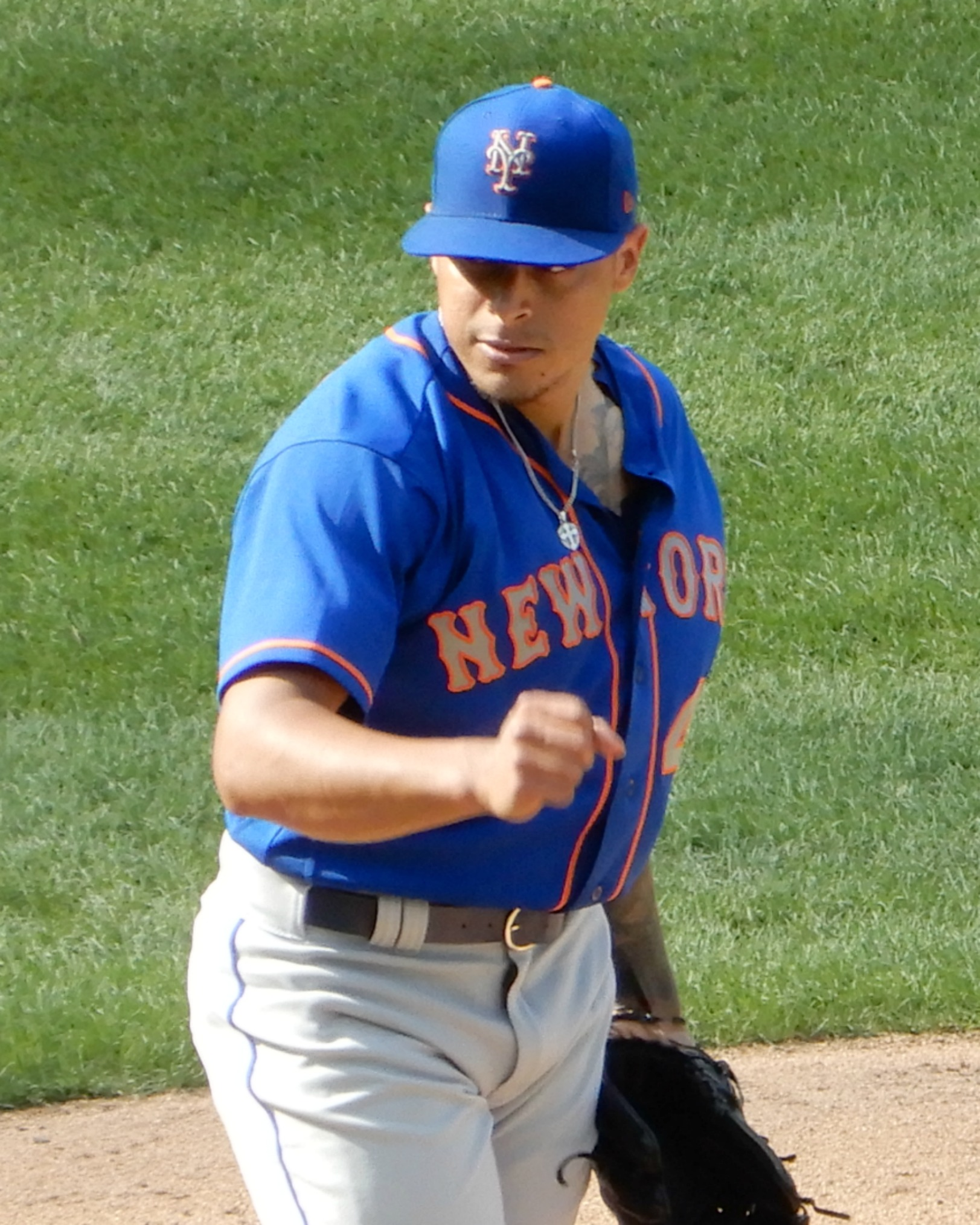
2017년 뉴욕 메츠에서의 모습

A. J. 라모스(A. J. Ramos, 본명: 알레한드로 라모스 주니어, Alejandro Ramos Jr., 1986년 9월 20일 ~ )는 미국의 전직 프로 야구 투수이다. 마이애미 말린스, 뉴욕 메츠, 콜로라도 로키스, 로스앤젤레스 에인절스의 메이저 리그 베이스볼(MLB)에서 뛰었다.

## 프로 경력
라모스는 텍사스 러벅 (텍사스주)에 있는 에스타카도 고등학교에 다녔다. 그런 다음 텍사스 공과대학교에 등록하여 텍사스 테크 레드 레이더스(Texas Tech Red Raiders)에서 대학 야구를 했다. 2008년 라모스는 토미 존 수술을 받았다.